# Esperanto-USA
Pour les articles homonymes, voir ELNA.
Esperanto-USA (anciennement Ligue nord-américaine d'espéranto; en espéranto : Esperanto-Ligo por Norda Ameriko ; en anglais : Esperanto League for North America, ELNA) est l'organisation nationale d'espéranto aux États-Unis. Le siège officiel de l'association est à Portland, en Maine. La ligue est membre de l'Association mondiale d'espéranto.

## Actions
La ligue a, depuis 1953, un congrès national, qui a habituellement lieu aux États-Unis mais parfois au Mexique (en association avec la Fédération mexicaine d'espéranto (eo)) ou au Canada (en association avec l'association canadienne d'espéranto).
Esperanto-USA gère la plus grande librairie espérantophone en Amérique. Elle édite un bulletin bimensuel : Esperanto USA. Elle édite également des livres sur l'espéranto. Un cours en quinze leçons a été filmé par Esperanto-USA : Pasporto al la tuta mondo.
Depuis les années 1960 est également publiée une revue bimestrielle, Usona Esperantisto (eo), qui sert notamment d’organe de communication et propose entre autres des critiques des livres de la librairie.

## Histoire
Esperanto-USA fut fondée en 1952 à Sacramento en Californie et finit par remplacer une association plus ancienne, l'association nord-américaine d'espéranto (Esperanto-Asocio de Norda Ameriko, ou EANA) en tant que principale organisation d'espéranto aux États-Unis.